# Commandant de la marine ukrainienne
Le commandant de la marine ukrainienne (ukrainien : Командувач Військово-Морських Сил) est le plus haut responsable de la marine ukrainienne.

## Liste des commandants
| #  | Portrait | Nom                                             | Début et fin de mandat | Début et fin de mandat | Durée          | Ref.  |
| -- | -------- | ----------------------------------------------- | ---------------------- | ---------------------- | -------------- | ----- |
| 1  |          | Vice-amiral Borys Kojyn (1944–)                 | Avril 1992             | Octobre 1993           | 1 an, 6 mois   |       |
| 2  |          | Vice-amiral Volodymyr Bezkorovaynyy (1944–2017) | Octobre 1993           | Octobre 1996           | 3 ans          |       |
| 3  |          | Vice-amiral Mykhaïlo Yejel (1952–)              | Octobre 1996           | Mai 2003               | 6 ans, 7 mois  |       |
| 4  |          | Vice-amiral Igor Kniaz (1955–)                  | Mai 2003               | Mars 2006              | 2 ans, 10 mois |       |
| 5  |          | Amiral Ihor Tenioukh (1958–)                    | Mars 2006              | Mars 2010              | 4 ans          |       |
| 6  |          | Amiral Viktor Maksymov (1951–)                  | Mars 2010              | Juin 2012              | 2 ans, 3 mois  |       |
| 7  |          | Amiral Iouri Ilïne (1962–)                      | Juillet 2012           | 19 février 2014        | 1 an, 7 mois   | [ 1 ] |
| 8  |          | Contre-amiral Denis Berezovski (1974–)          | 1er mars 2014          | 2 mars 2014            | 1 jour         | ,     |
| #  |          | Vice-amiral Serhiy Haydouk (1963–) intérim      | 2 mars 2014            | 7 mars 2014            | 5 jours        |       |
| 9  |          | Vice-amiral Serhiy Haydouk (1963–)              | 7 mars 2014            | 15 avril 2016          | 2 ans, 1 mois  | [ 5 ] |
| #  |          | Vice-amiral Ihor Vorontchenko (1964–) intérim   | 25 avril 2016          | 3 juillet 2016         | 2 mois         |       |
| 10 |          | Vice-amiral Ihor Vorontchenko (1964–)           | 3 juillet 2016         | 11 juin 2020           | 3 ans, 11 mois |       |
| 11 |          | Vice-amiral Oleksiy Neïjpapa (1975–)            | 11 juin 2020           | en cours               | 2 ans, 11 mois | [ 6 ] |